# Spiroplasma insolitum
Spiroplasma insolitum è una specie di batterio appartenente alla famiglia delle Spiroplasmataceae.